# Ángel Cobo
Ángel Enrique Cobo (San Miguel de Tucumán, Tucumán, Argentina; 13 de diciembre de 1931 - Palma de Mallorca, España; 17 de abril de 2017) fue un futbolista y director técnico argentino. Como futbolista se desempeñó como defensor.

## Carrera

### Atlético Tucumán
Hijo de un dirigente de Atlético Tucumán, Cobo se formó futbolísticamente en dicho club. Antes de sus 16 años, Cobo se convirtió en el jugador más joven en debutar, en partidos oficiales, con la camiseta de Atlético. En 1951 se consagró campeón del anual de la Liga Tucumana, luego de una racha de 8 años en donde el título le fue esquivo al decano. Jugaría hasta 1952 en el club.

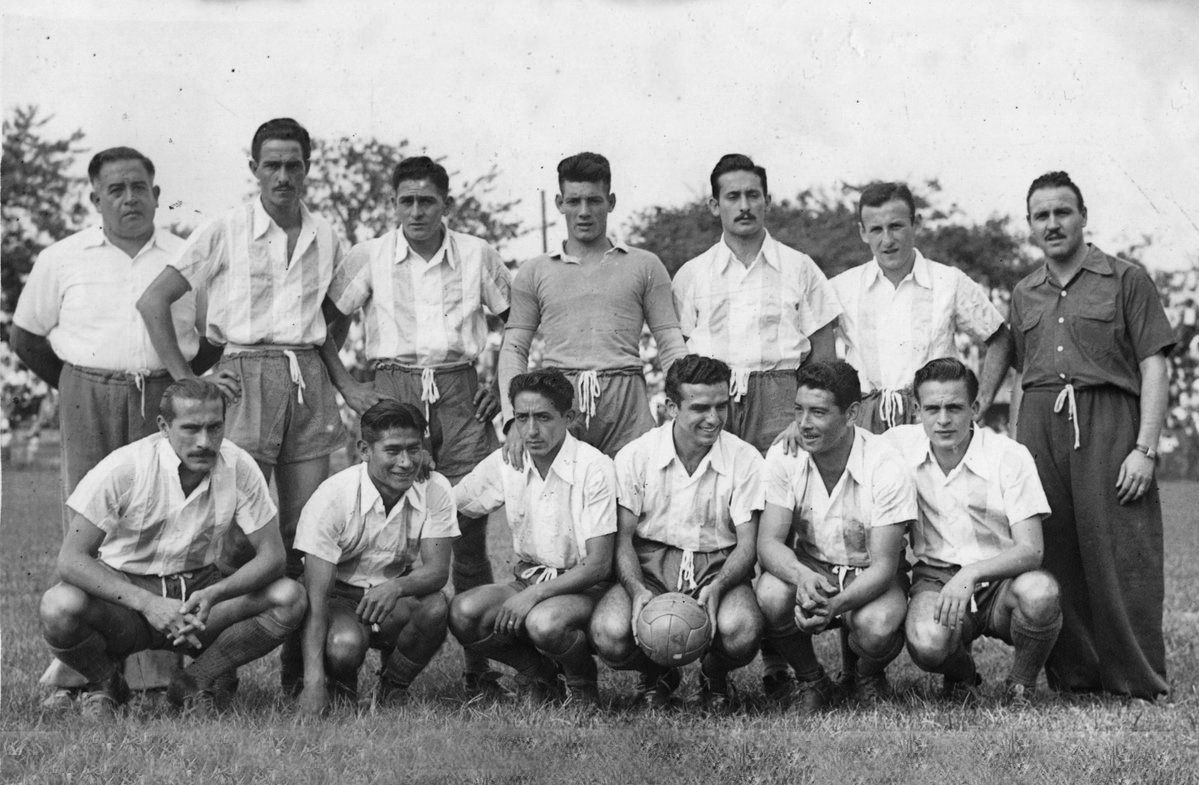
Formación de Atlético Tucumán en 1952.

### Ferro
En 1955 se unió a Ferro dónde terminó séptimo del campeonato de 1955.

### All Boys
En 1956 llega a All Boys que militaba en la B. En All Boys jugó dos temporadas, en lo que sería su último club en Argentina, antes de partir al extranjero. 

### Rayo Vallecano
En 1958 llega a España, dónde se uniría a Rayo Vallecano, pero tendría un fugaz paso por el equipo madrileño.

### Mallorca
En el año 1958 pasa a Mallorca, que militaba la tercera división. En su primera temporada consiguió el ascenso a segunda división. En la temporada 1959/60 se coronó campeón y logró el ascenso a Primera división, siendo el segundo ascenso consecutivo.

### Deportivo Soledad
En 1960 llega a Deportivo Soledad, que estaba en tercera división, para cumplir el rol de jugador y entrenador. 

### Hércules
En 1961 se suma a Hércules, en dónde sufriría una importante lesión. 

### Unió Esportiva Figueres
En 1962 llega a Unió Esportiva Figueres, dónde se retiraría del fútbol. 

## Clubes
| Club                    | País      |
| ----------------------- | --------- |
| Atlético Tucumán        | Argentina |
| Ferro                   | Argentina |
| All Boys                | Argentina |
| Rayo Vallecano          | España    |
| Mallorca                | España    |
| Deportivo Soledad       | España    |
| Hércules                | España    |
| Unió Esportiva Figueres | España    |

## Palmarés
| Título           | Equipo           | País      | Año     |
| ---------------- | ---------------- | --------- | ------- |
| Liga Tucumana    | Atlético Tucumán | Argentina | 1951    |
| Segunda División | Mallorca         | España    | 1959/60 |